# Klasztor Kiesariani
Klasztor Kiesariani (gr. Μονή Καισαριανής, Moni Kiesarianis) – XI-wieczny klasztor bizantyński pod wezwaniem Ofiarowania Matki Bożej, położony w Attyce, w Grecji, na zachodnim zboczu góry Imitos, na wysokości 545 m n.p.m., na terenie Parku Krajobrazowego Kiesariani,  obecnie dzielnicy Aten.
Już od VI wieku budowano tu świątynie wczesnochrześcijańskie. Ten klasztor zlokalizowano bezpośrednio na miejscu obfitego źródła zawsze zimnej wody, w miejscu wcześniejszego sanktuarium bogini Afrodyty i z wykorzystaniem jego elementów jako budulca. Powstał w XI wieku, a po raz pierwszy wzmiankowany jest w początkach XIII wieku. Stanowił lokalny ośrodek o niewielkiej roli administracyjnej. Przy klasztorze powstała wtedy obszerna łaźnia typu rzymskiego, reprezentująca wysoki poziom techniczny. Główna nawa świątyni reprezentuje architekturę środkowobizantyńską i oceniana jest jako drugi pod względem ważności jej przykład w Attyce, po Dafni.
W XVII wieku do głównej świątyni dobudowano narteks z kopułą w stylu późnobizantyńskim. Ściany wewnętrzne pokryto bogatą dekoracją malarską, przypisywaną głównie Ioannisowi Ippatosowi – inskrypcja informuje o roku ich wykonania 1682, choć część fresków może być późniejsza. W okresie zaboru tureckiego posiadłości klasztoru pokrywały plantacje oliwek, toteż pomieszczenia łaźni przebudowano na olejarnię, zachowaną tak do dziś. Obiekt stanowi obecnie muzeum państwowe.
W pobliżu zachował się jeszcze jeden podobny klasztor, nieco mniejszy, aktualnie niezamieszkany, sporadycznie użytkowany liturgicznie. Pozostałe bizantyńskie obiekty Kiesariani istnieją w stanie ruin. Są to klasztory, chrześcijańska bazylika z X wieku, powstała w miejscu VI-wiecznej, i strażnica wojskowa z wieżą obserwacyjną.

Architektura
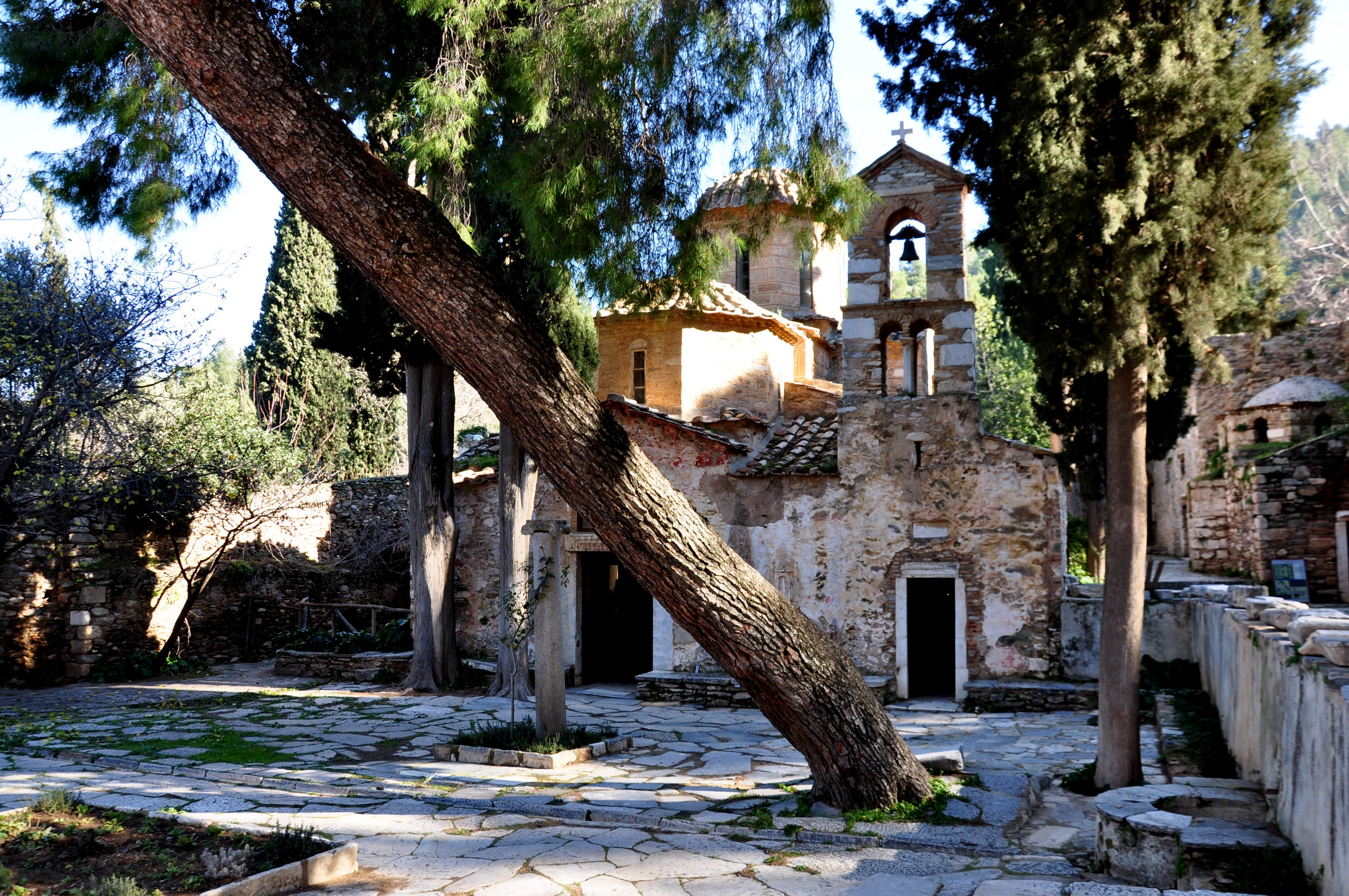
Kościół pod wezwaniem Ofiarowania Matki Boskiej, prawe drzwi kryją oddzielną kaplicę św. Antoniego.
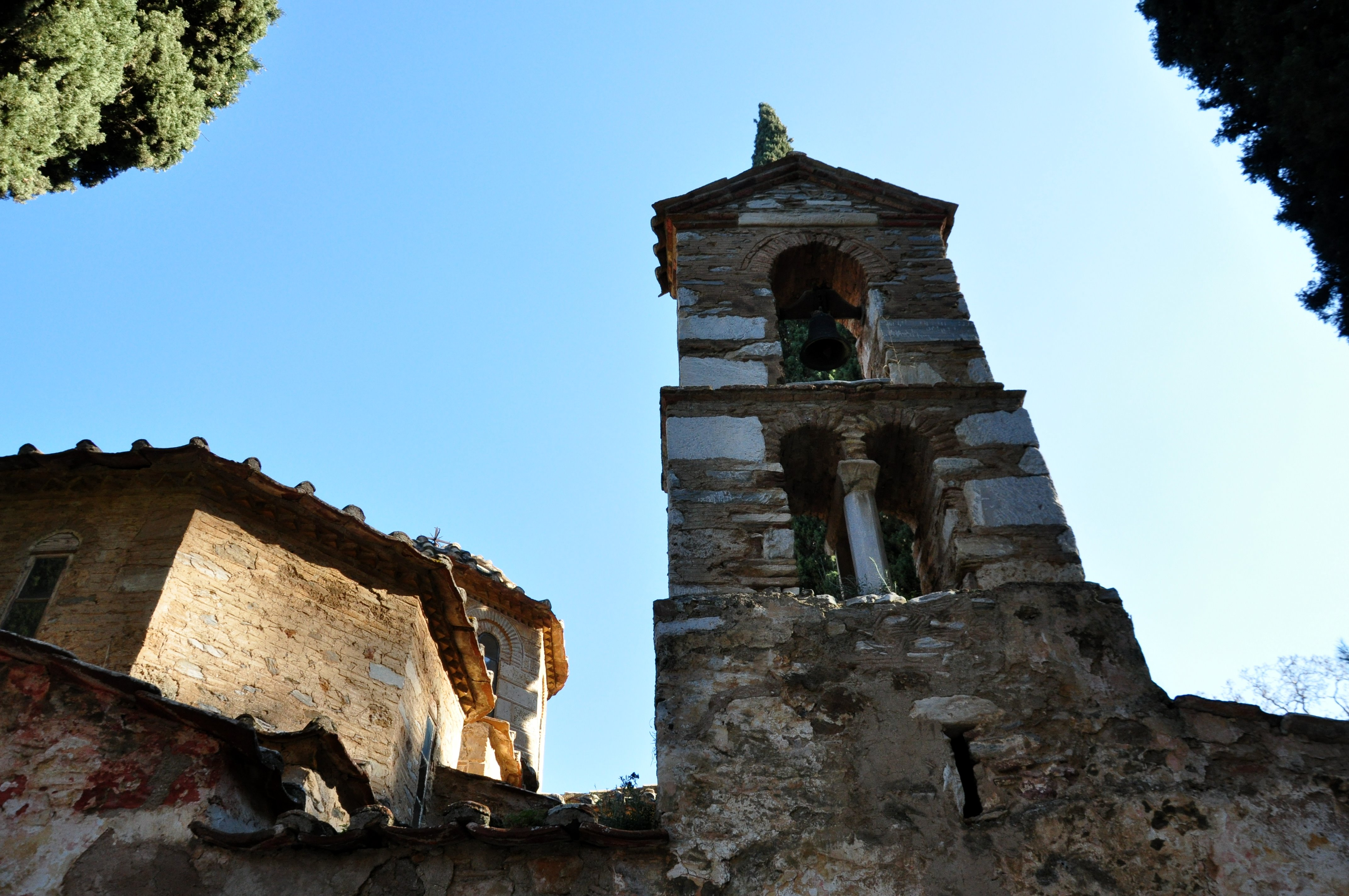
XIX-wieczna sygnaturka
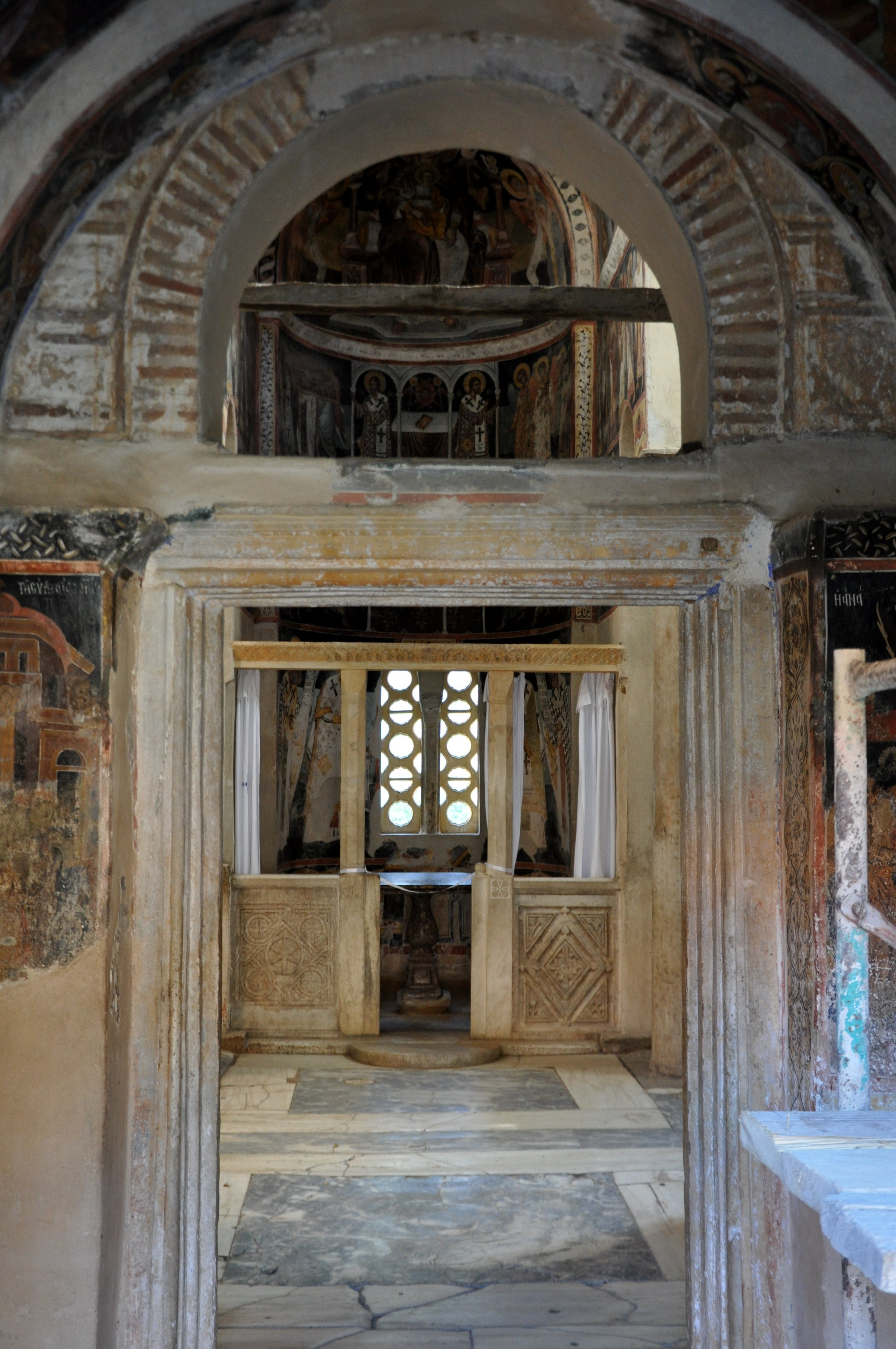
wnętrze kościoła, widziane z przedsionka (tzw. narteksu)
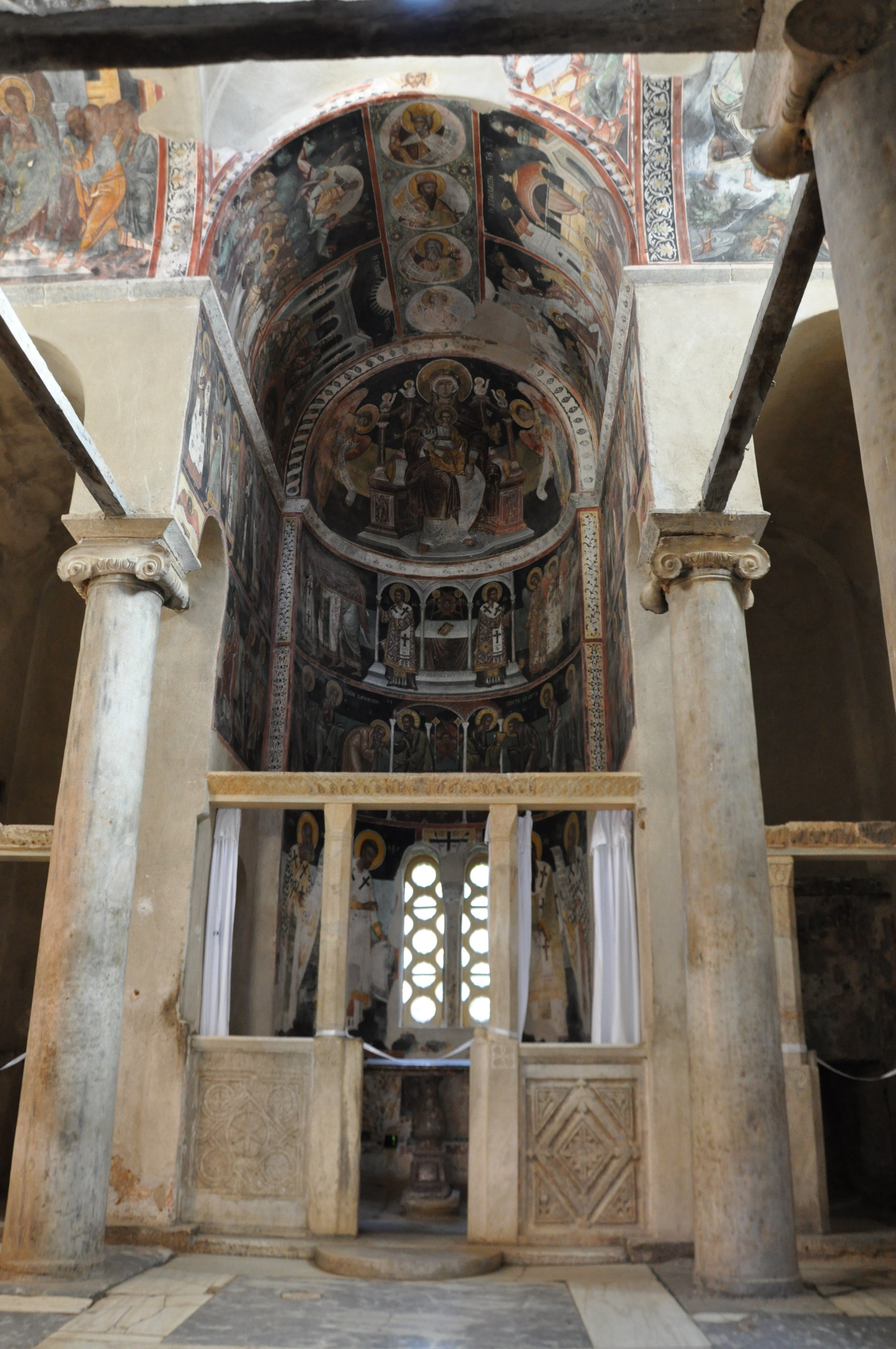
kolumny pochodzą z wcześniejszego, pogańskiego sanktuarium
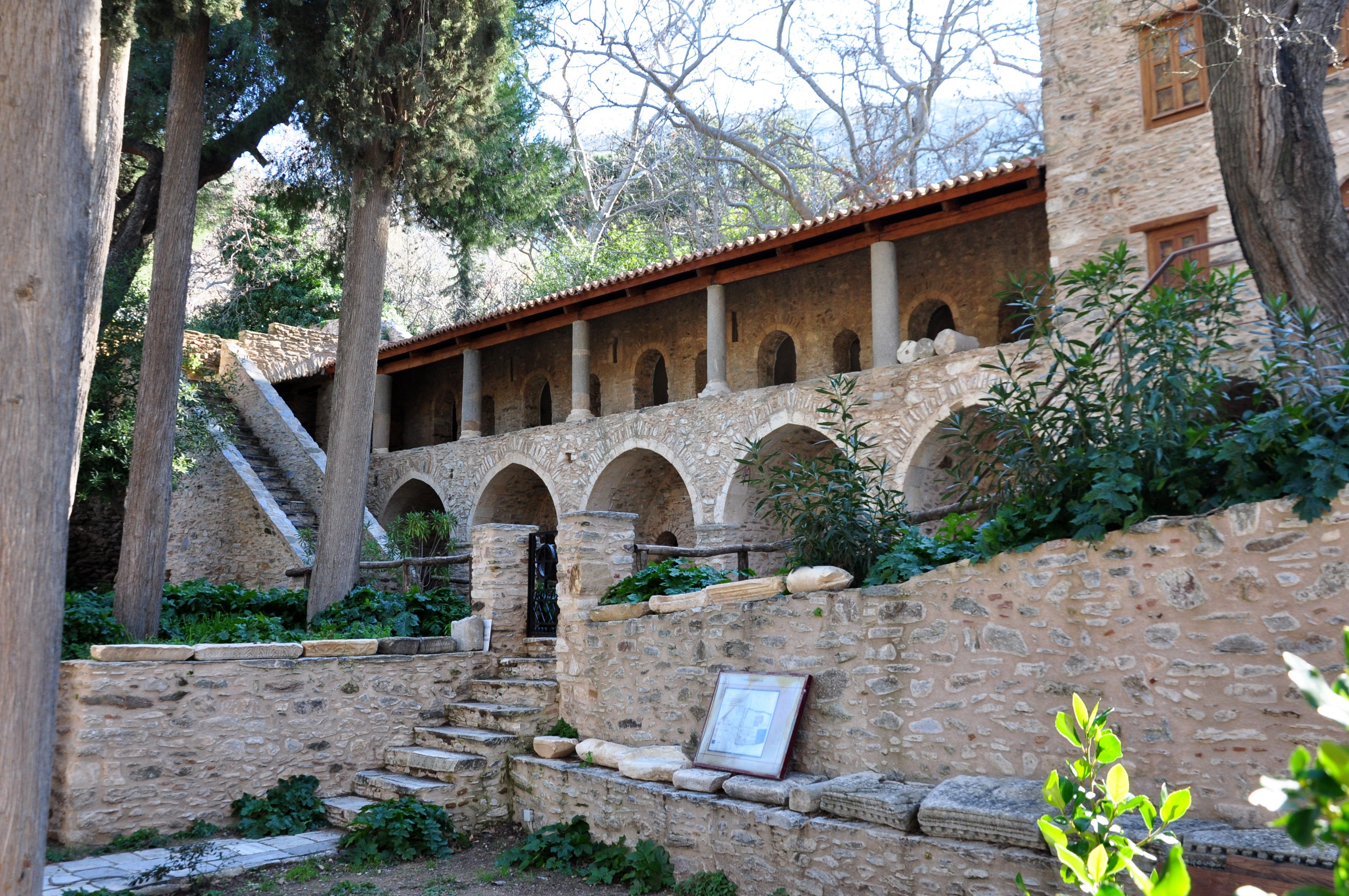
pomieszczenia mieszkalne (cele braci)
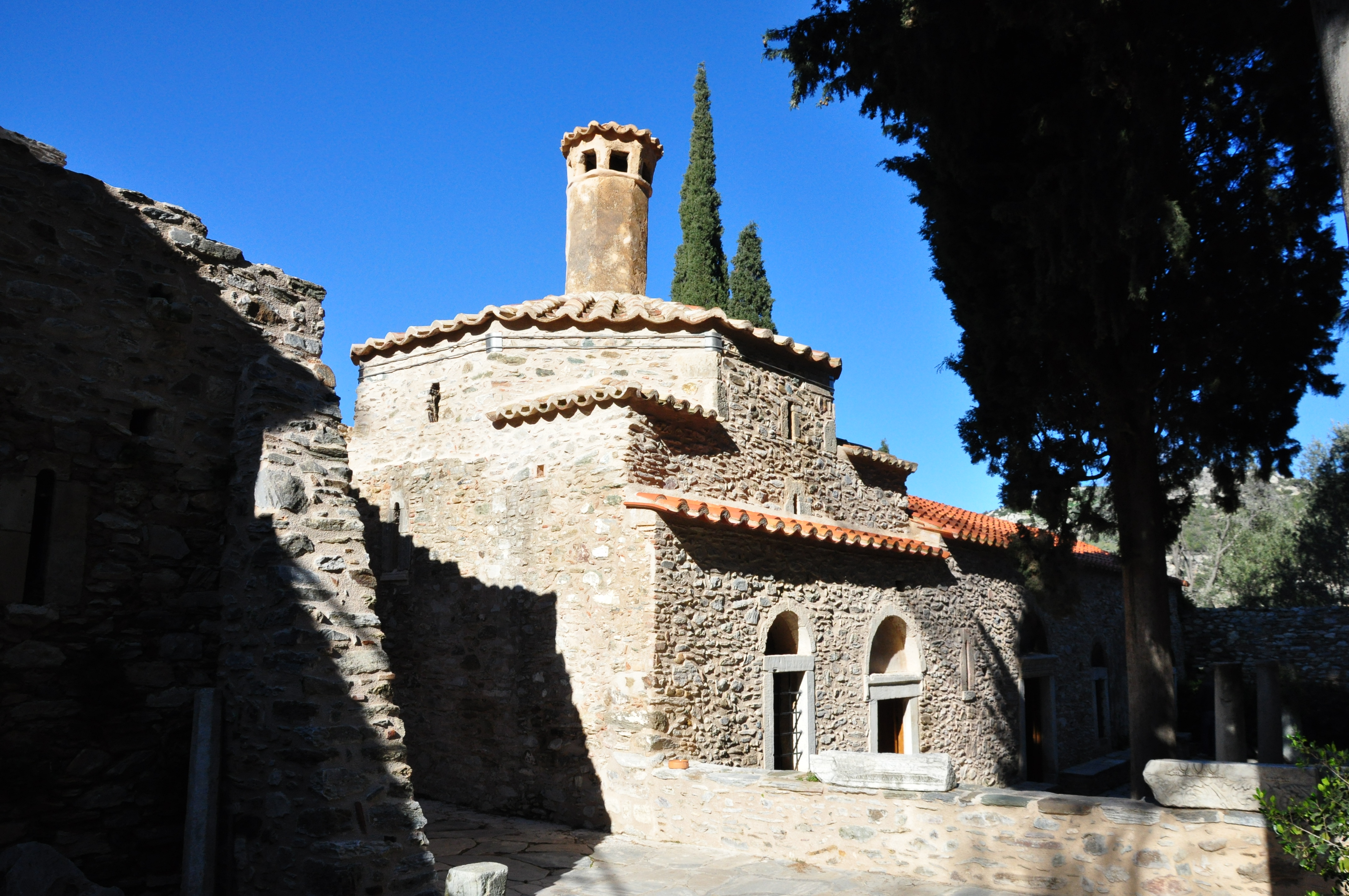
Kuchnia klasztorna
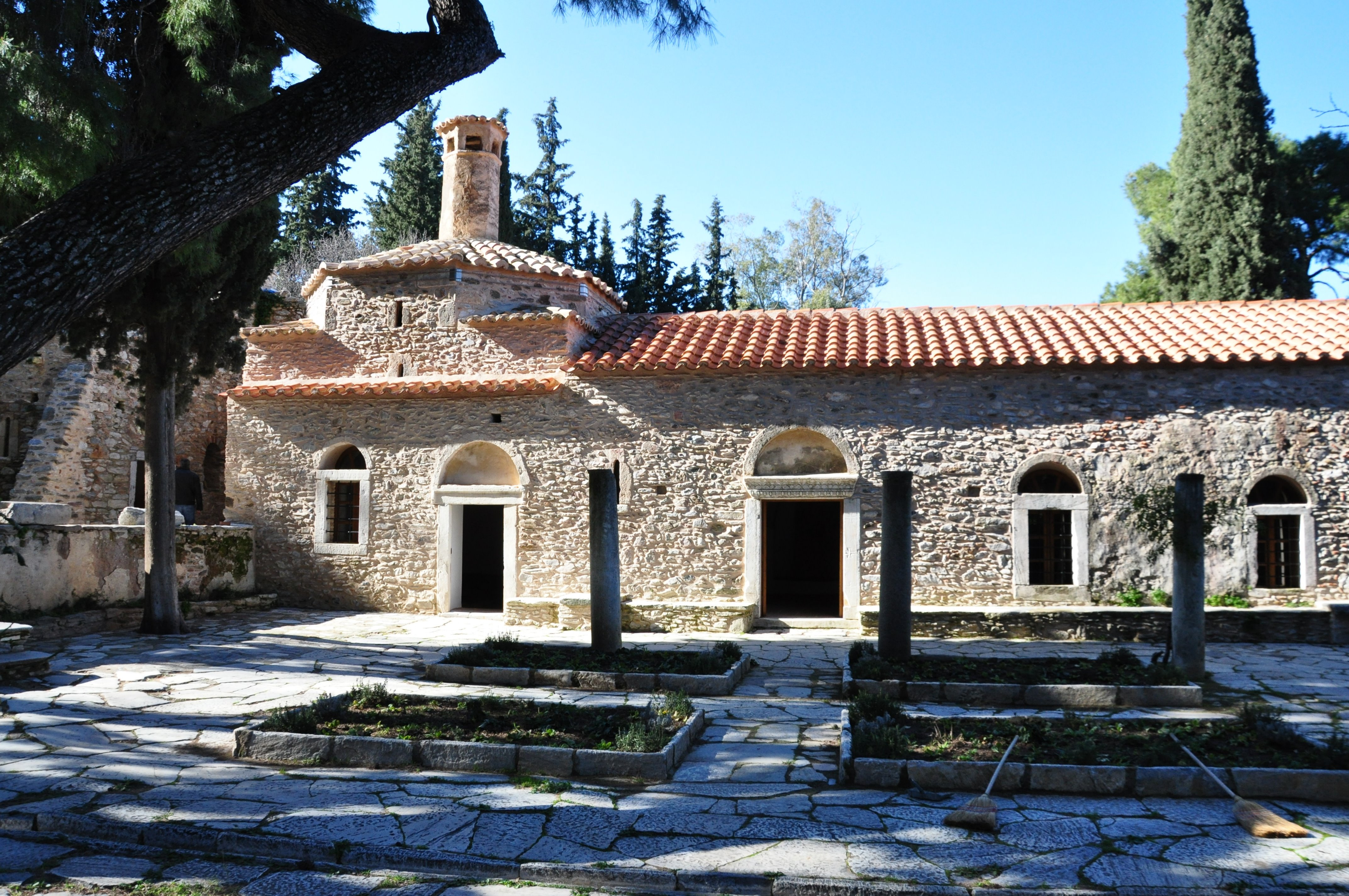
od lewej: pomieszczenia kuchni, spiżarni, refektarza
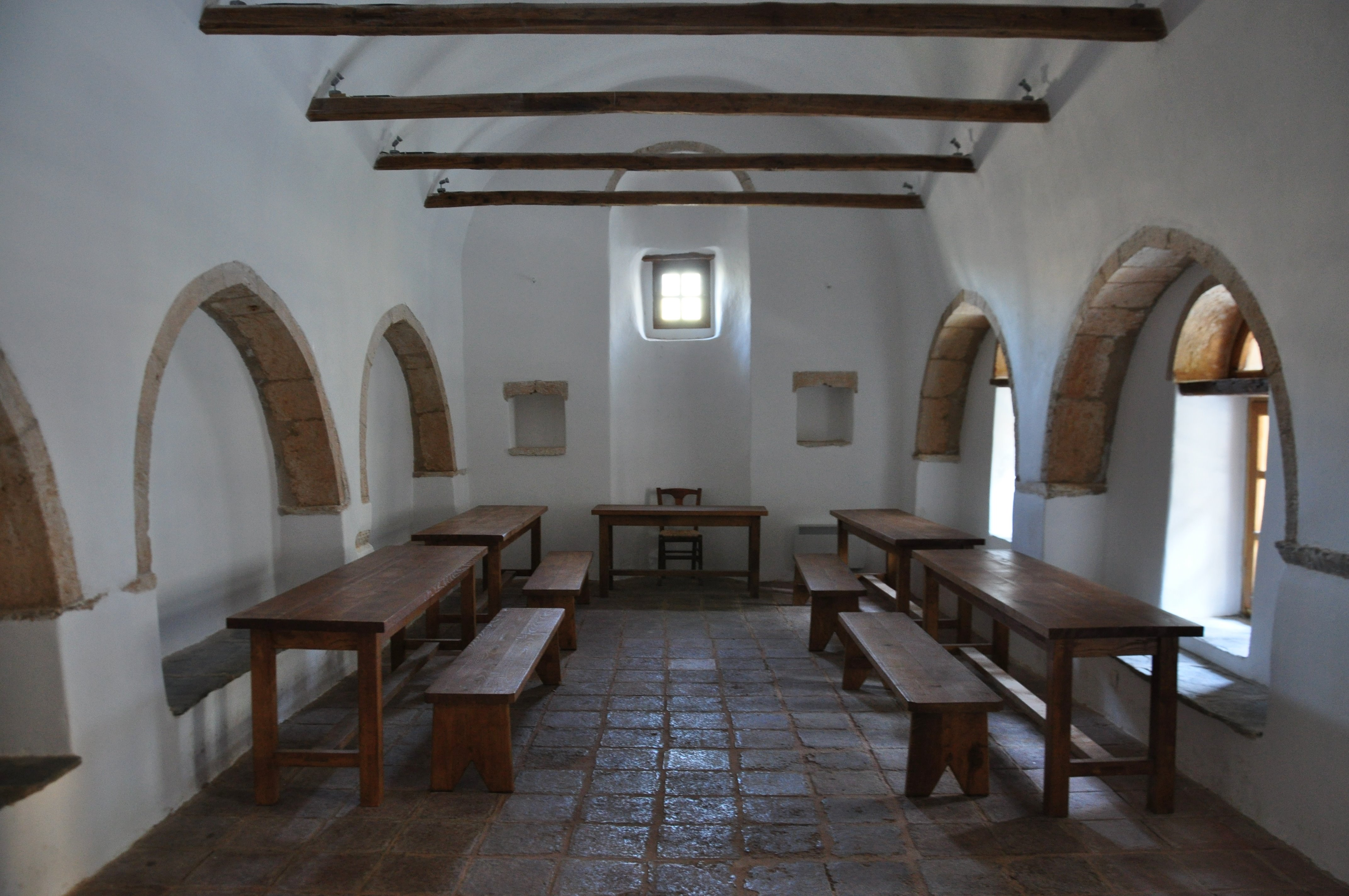
refektarz
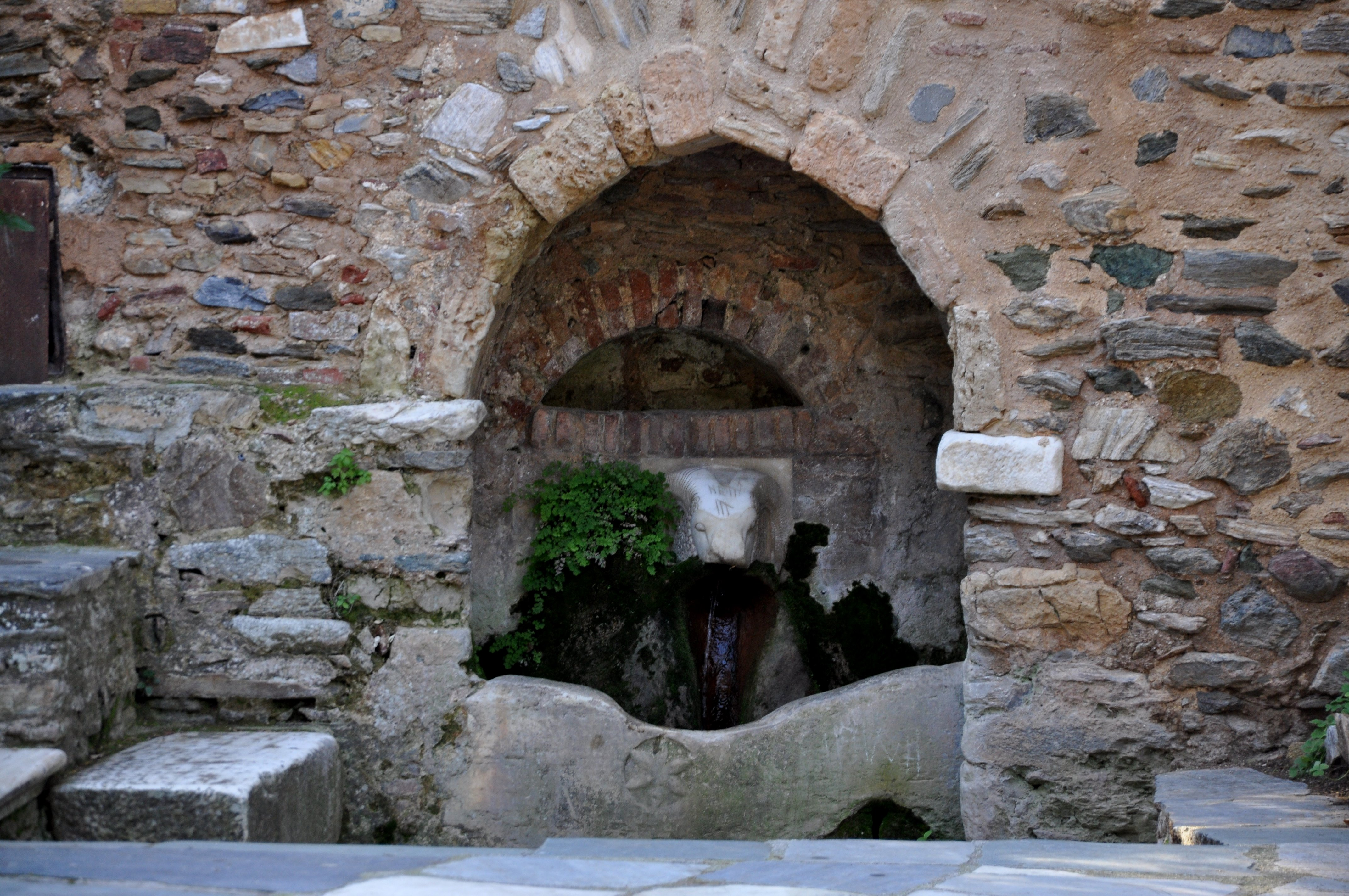
źródło – jedno z dwóch ujęć dostępnych z zewnątrz obiektu

Malarstwo
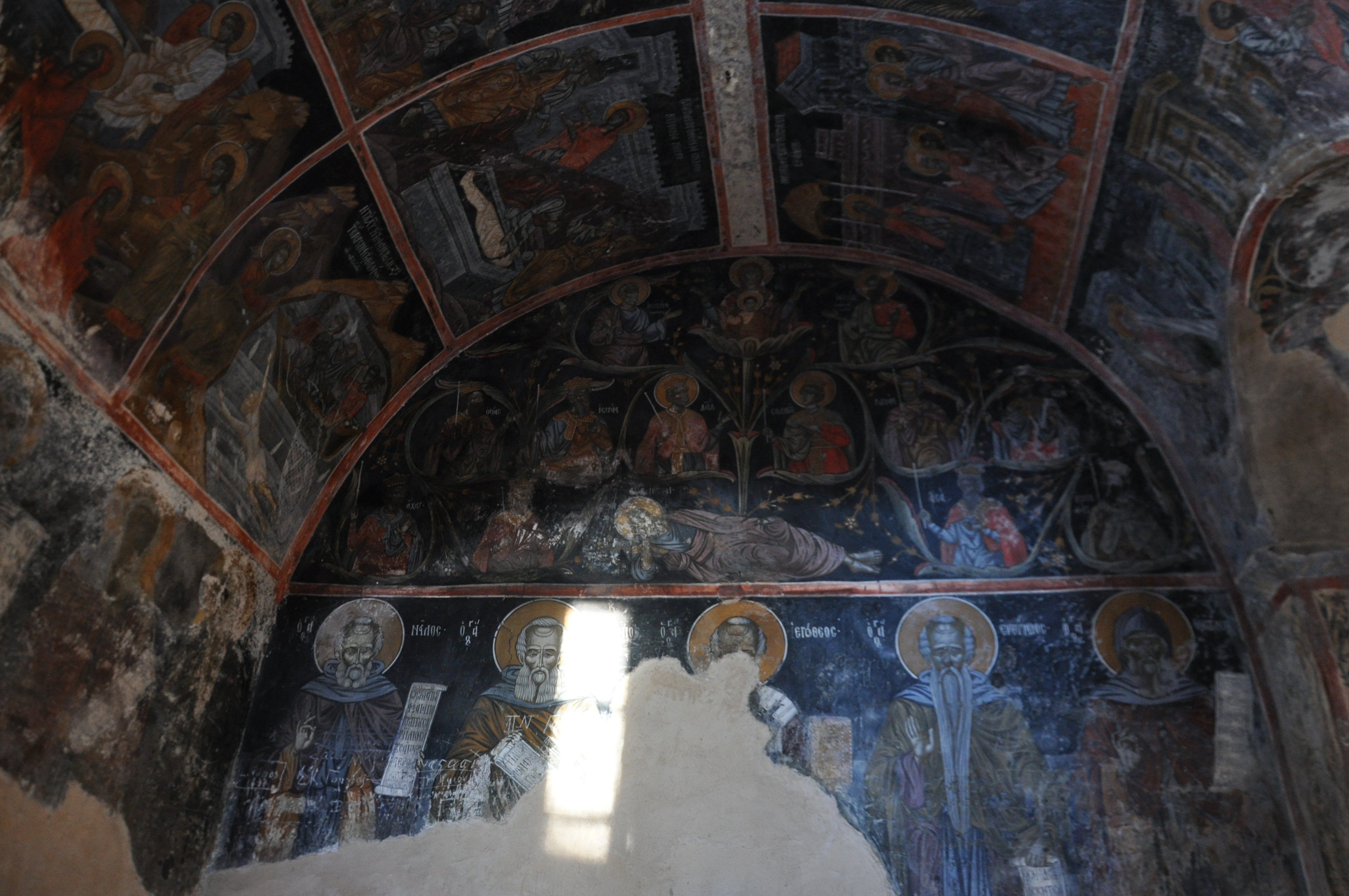
Freski narteksu
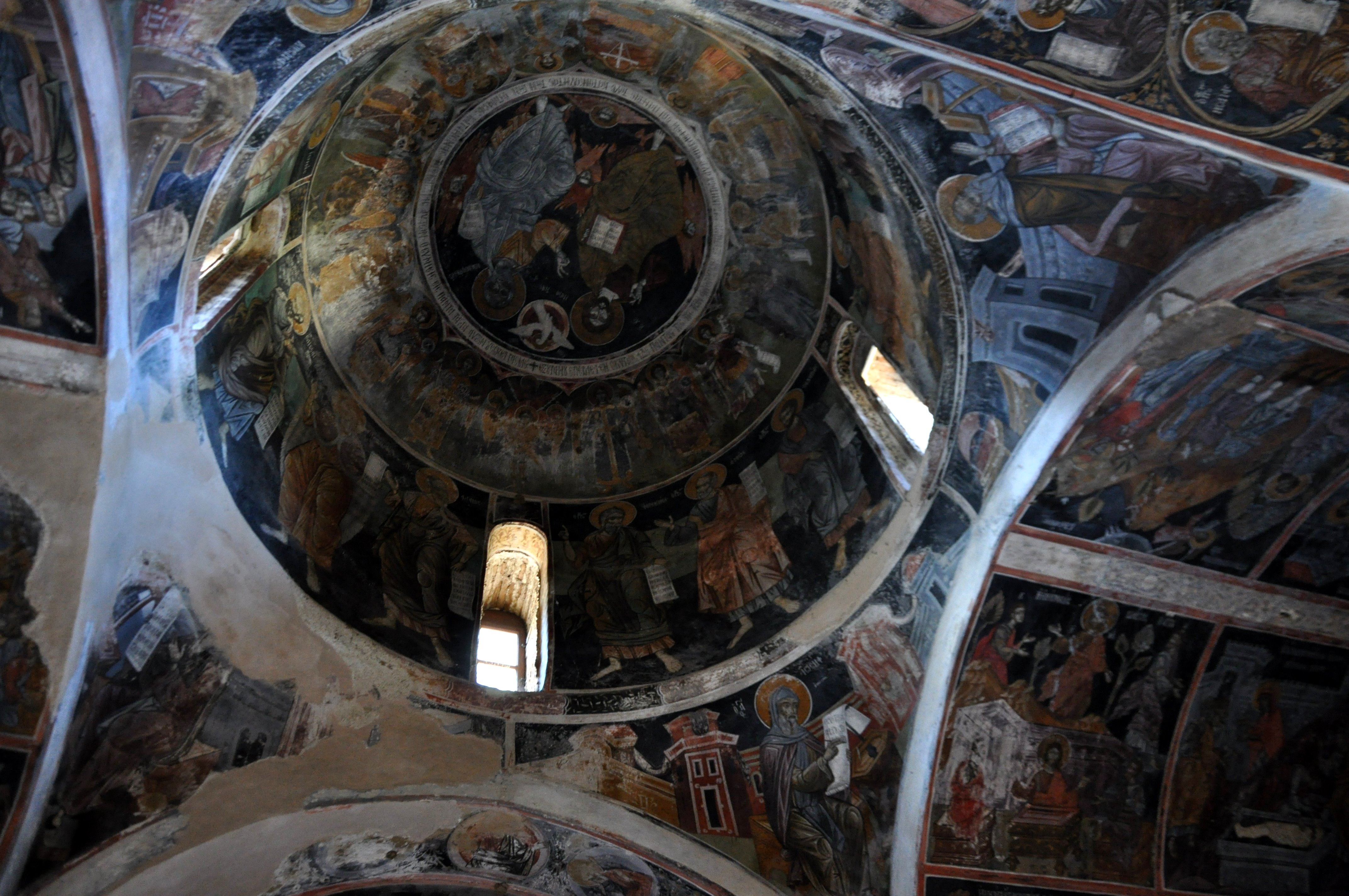
sklepienie i kopuła narteksu
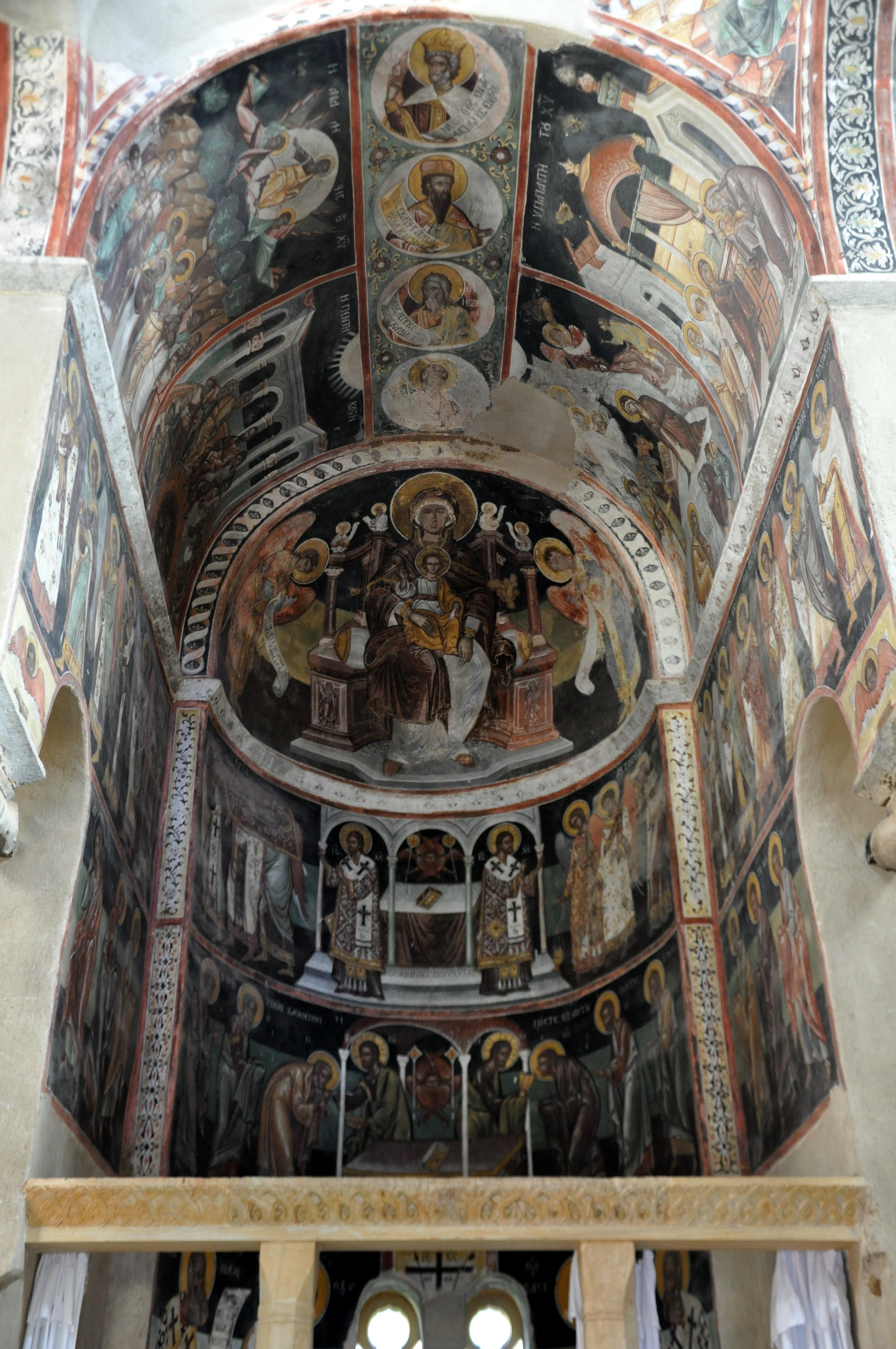
przestrzeń nad głównym ołtarzem
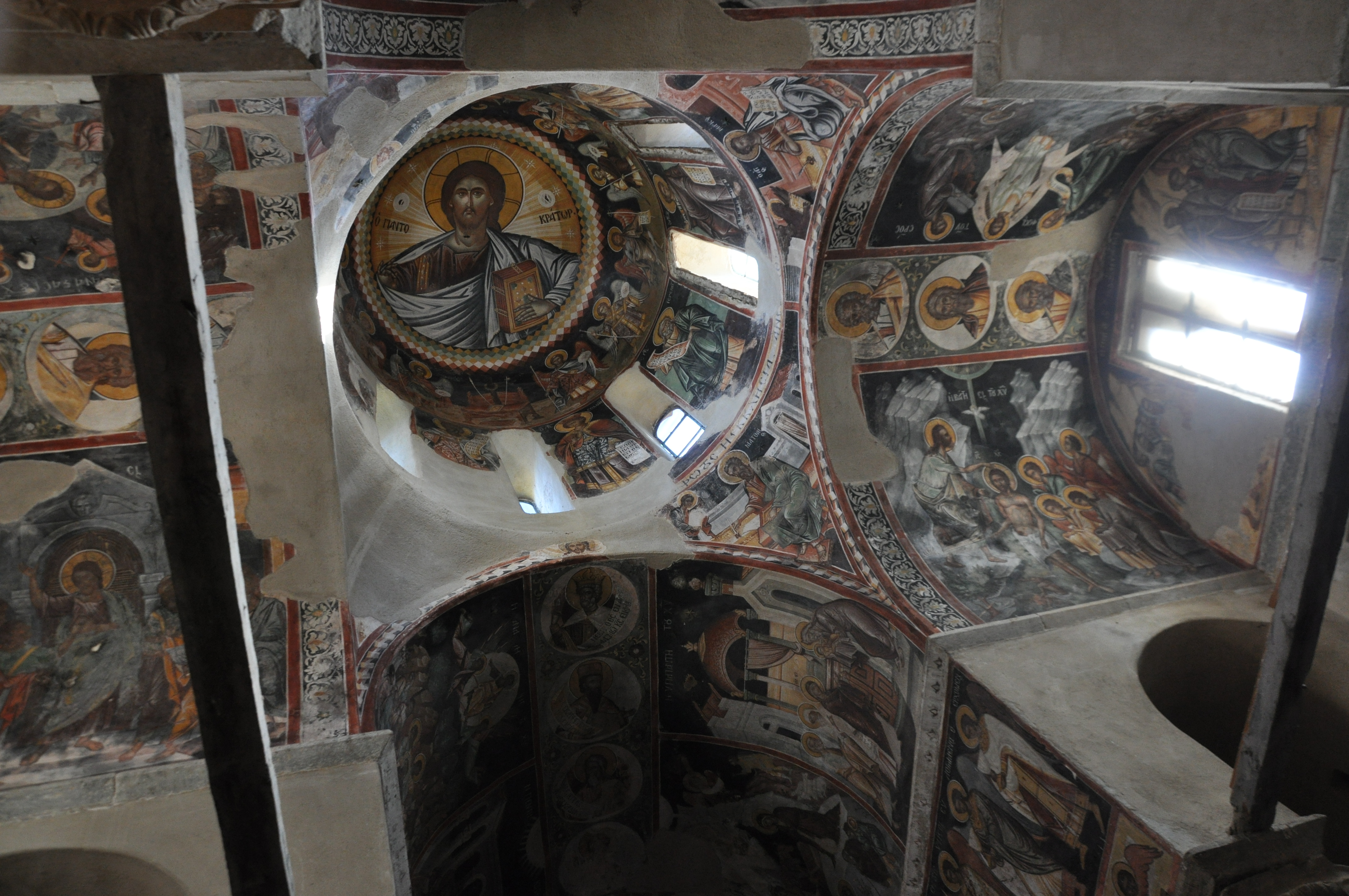
kopuła nawy głównej, z wizerunkiem Chrystusa Pantokratora (mniejsza od kopuły narteksu).
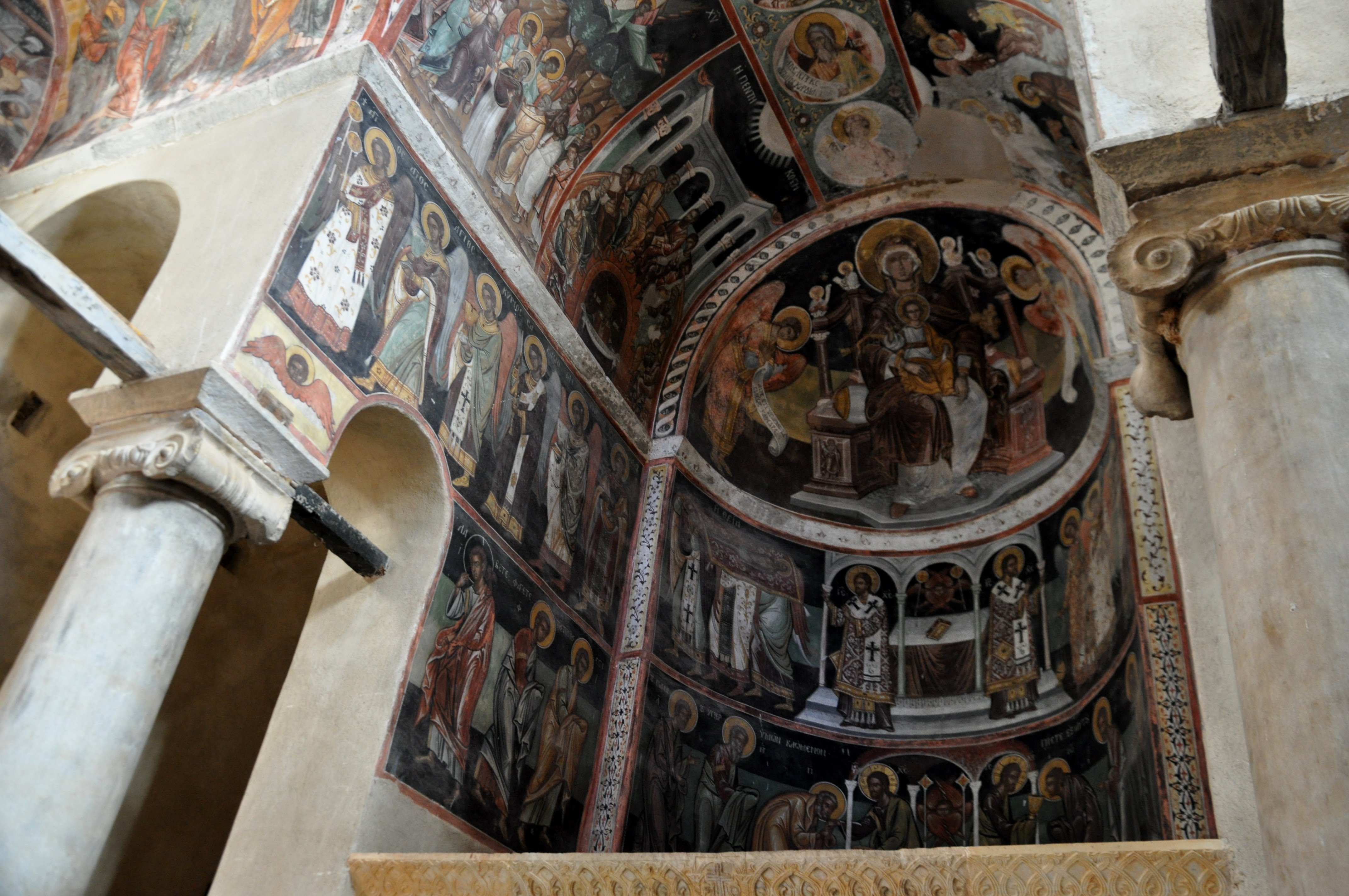
dekoracja wizerunkami świętych, przestrzeni wokół kapiteli kolumn, pochodzących z antycznej świątyni pogańskiej[1].